# Францисканские миссии в Сьерра-Горда
Францисканские миссии в Сьерра-Горде — пять францисканских миссий в регионе Сьерра-Горда мексиканского штата Керетаро, которые были провозглашены объектом Всемирного наследия в 2003 году. Эти миссии были основаны францисканцем Хуниперо Серро, который также основал несколько миссий в других частях Новой Испании, в частности в Калифорнии. Эти пять миссий являются следующими:
- Миссия Сан-Мигель-Конка (San Miguel Concá) в муниципалитете Арройо-Секо
- Миссия Сантьяго-де-Хальпан (Santiago de Jalpan) в муниципалитете Хальпан-де-Серра
- Миссия Сан-Франсиско-де-Асис-дель-Валье-де-Тилако (San Francisco de Asís del Valle de Tilaco) в муниципалитете Ланда-де-Матаморос
- Миссия Санта-Мария-де-ла-Пурисима-Консепсьон-дель-Агуа-де-Ланда (Santa María de la Purísima Concepción del Agua de Landa) в муниципалитете Ланда-де-Матаморос
- Миссия Нуэстра-Сеньора-де-ла-Лус-де-Танкойоль (Nuestra Señora de la Luz de Tancoyol) в муниципалитете Хальпан-де-Серра

Они появились на последнем этапе обращения в христианство внутренних районов Мексики в середине XVIII в. и стали важным отправным пунктом для продолжения этого процесса на территории современных штатов Калифорния, Аризона и Техас. Богато украшенные фасады церквей представляют особый интерес, являя собой пример совместных творческих усилий миссионеров и индейцев. Сельские поселения, выросшие вокруг миссий, сохранили свой традиционный народный характер.

## Критерии внесения в Список
Комиссия экспертов ICOMOS посетила эти места в августе 2002 и проконсультировавшись с религиозным деятелями и историками относительно ценностей этого объекта, внесла его в Список в следующем году по следующим критериям:
(ii) — На горных склонах Сьерра-Горда начиная с 18 в. появляются первые францисканские монахи, ставившие своей целью обращения в христианство кочевое население горного региона. Эти события представлены в богатой иконографии церкви. Благодаря усилиям Хуниперо Серра эти миссии становятся основой пропагандистской деятельности от Мексики в Калифорнию, Техас и Аризону, образуя тем самым новую культурную систему, отраженную в названиях городов (Сан-Франциско, Санта-Клара).
(iii) — Этот критерий связан с предыдущим, поскольку миссии в Сьерра-Горде являются свидетелями евангелизации, которую проводили францисканцы на большей части Северной Америки. Это культурное столкновение способствовало установлению гармоничных отношений с народными поселениями, которые появлялись вокруг миссий, а также внедрению францисканских символов в местных церквях. Миссии создавались обязательно возле древних церемониальных центров и малых доколонизационных поселений с целью вытеснения языческих богов.